# Amazon Redshift
Amazon Redshift es un producto de almacenamiento de datos que forma parte de la plataforma de computación en la nube más grande Amazon Web Services. Se basa en la tecnología de la empresa de almacenamiento de datos de procesamiento paralelo masivo (MPP) ParAccel (posteriormente adquirida por Actian), para manejar conjuntos de datos a gran escala y migraciones de bases de datos. Redshift se diferencia de otras bases de datos alojadas en Amazon, Amazon RDS, por su capacidad para manejar cargas de trabajo analíticas en grandes conjuntos de datos almacenados por un principio DBMS orientado a columnas. Redshift permite hasta 16 petabytes de datos en un clúster en comparación con el tamaño máximo de 128 tebibytes de Amazon RDS Aurora.
Amazon Redshift se basa en una versión antigua de PostgreSQL 8.0.2 y Redshift ha realizado cambios a esta versión. Se lanzó una versión preliminar beta inicial en noviembre de 2012 y se puso a disposición una versión completa el 15 de febrero de 2013. El servicio puede gestionar conexiones desde la mayoría de las demás aplicaciones mediante conexiones ODBC y JDBC. Según el informe Cloud Data Warehouse publicado por Forrester en el cuarto trimestre de 2018, Amazon Redshift tiene la mayor cantidad de implementaciones de almacenamiento de datos en la nube con más de 6500 implementaciones.
Redshift usa procesamiento paralelo y compresión para disminuir el tiempo de ejecución de comandos. Esto permite que Redshift realice operaciones en miles de millones de filas a la vez. Esto también hace que Redshift sea útil para almacenar y analizar grandes cantidades de registros o fuentes en vivo a través de una fuente como Amazon Kinesis Data Firehose.
Amazon ha incluido una serie de propietarios de software de inteligencia comercial como socios y herramientas probadas en su programa "APN Partner", incluidos Actian, Actuate Corporation, Alteryx, Dundas Data Visualization, IBM Cognos, InetSoft, Infor, Logi Analytics, Looker, MicroStrategy, Pentaho, Qlik, SiSense, Tableau Software y Yellowfin. Las empresas socias que proporcionan herramientas de integración de datos incluyen Informática y SnapLogic . Los socios de consultoría e integración de sistemas incluyen Accenture, Deloitte, Capgemini y DXC Technology.
El "Red" en Redshift alude a Oracle, una empresa de tecnología informática competidora a la que a veces se la denomina informalmente la "Big Red" debido a su color corporativo rojo. Por lo tanto, los clientes que elijan mover sus bases de datos de Oracle a Redshift estarían "cambiando" de "Red".